# Сарченко, Владимир Иванович
Влади́мир Ива́нович Са́рченко (род. 3 января 1959, д. Алдарак, Партизанский район, Красноярский край) — советский и российский учёный, специалист в области экономики строительства, доктор экономических наук, профессор, академик РИА, советник РААСН, заслуженный строитель Российской Федерации.

## Биография
Родился в потомственной крестьянской семье.
В 1981 году с отличием окончил Красноярский политехнический институт, получил специальность инженера-строителя.
Как обладающий неординарным мышлением, был направлен в очную аспирантуру на кафедру экономики и организации строительства Московского инженерно-строительного института имени В. В. Куйбышева. В 1987 году защитил диссертацию на тему «Методы экономического стимулирования проектных организаций в достижении конечных результатов инвестиционной деятельности», представленную на соискание учёной степени кандидата экономических наук по научной специальности 08.00.24 — Экономика, планирование и организация управления строительством.
В 2004 году присуждено ученое звание доцента и по настоящее время работает профессором кафедры проектирования зданий и экспертизы недвижимости в Красноярском инженерно-строительном институте Сибирского Федерального университета СФУ.
В 2016 году защитил диссертацию на тему «Методология обеспечения целевой мобильности развития и эффективной реструктуризации городской недвижимости в условиях неопределенности», представленную на соискание учёной степени доктора экономических наук по научной специальности 08.00.05 — Экономика и управление народным хозяйством (экономика, организация и управление предприятиями, отраслями, комплексами (строительство)). Научным консультантом выступила доктор экономических наук, профессор И. Г. Лукманова. Официальными оппонентами по работе выступили доктор экономических наук, профессор И. Л. Владимирова, доктор экономических наук, доцент С. С. Уварова, доктор экономических наук, профессор С. А. Баронин, ведущей организацией — ФГБОУ ВПО «Казанский государственный архитектурно-строительный университет».
Основная сфера его научных интересов сосредоточена на введении инновационных технологий в градостроительство, на поиск неординарных путей и решений в сфере управления жилой недвижимостью, в разработке проблемы комплексной оценки и рационального использования городских территорий со скрытым инвестиционным потенциалом.
Является руководителем группы строительных компаний «Красстрой». Один из разработчиков концепции и стратегии развития генплана города Красноярска.
Является советником РААСН по отделению строительных наук, а также академиком РИА. Является членом диссертационного совета 24.2.339.10 на базе НИУ МГСУ, представляя там научную специальность 5.2.3. Региональная и отраслевая экономика (экономика инноваций).
В настоящее время проживает с семьёй в Красноярске.

## Известен как
С 2014 года является действительным членом Российской инженерной академии. Председатель Красноярского регионального отделения Российской инженерной академии.
С 2015 года советник Российская академия архитектуры и строительных наук (РААСН).
Член Президиума Регионального отделения Общероссийской общественной организации Российское профессорское собрание в Красноярском крае.
Активно участвует в организации российских и международных научных конференций, летних школ, конференций и др.
За последние 5 лет принял участие в 13 национальных и зарубежных конференциях, в том числе:
- III Международная научно-практическая конференция «Экономка и управление XXI века в современном научном мышлении» (2017 г., г. Москва);
- Международная научная конференция «Far East Con — 2018» (2018 г., г. Владивосток);
- IX Международная научно-практическая конференция «Инвестиции, строительство, недвижимость как драйверы социально-экономического развития территории и повышения качества жизни населения» (2019 г., г. Томск).

Основная сфера его научных интересов сосредоточена на введении инновационных технологий в градостроительство, на поиск неординарных путей и решений в сфере управления жилой недвижимостью, в разработке проблемы комплексной оценки и рационального использования городских территорий со скрытым инвестиционным потенциалом.
При его непосредственном участии разработаны и внедрены инновационные проекты:
- жилой комплекс «Тихие зори» — застройка береговой линии р. Енисей. Планируемая площадь сдачи жилой недвижимости более 450 тыс. кв. м.
- жилой комплекс «Гремячий лог» — застройки оврагов. Проект признан лучшим среди проектов в монолитно-кирпичном исполнении в Красноярском конкурсе, а также занял третье место на Российском конкурсе.
- жилой комплекс «Орбита» — застройка крутых склонов. По итогам 2016 г. жилой комплекс «Орбита» стал лидером по площади введенного жилья в эксплуатацию вг. Красноярске.
- микрорайон «Белые росы» — застройка подтопляемых и мелководных участков.
- жилой комплекс «Серебряный» — неординарные решения разработаны для строительства на землях, высвобождаемых от садов, огородов и частных домовладений.
- микрорайон «Солнечный» — реконструкция незавершенных долгостроев разного назначения под жилье.

Под руководством В. И. Сарченко на основе реализованных проектов созданы эффективные технологии для обучения и подготовки высококвалифицированных кадров, три соискателя под его научным руководством защитили кандидатские диссертации и 12 человек — магистерские диссертации.

## Награды
- Заслуженный строитель Российской Федерации (2014) — за большой вклад в развитие образования, науки, подготовку квалифицированных специалистов и многолетнюю плодотворную деятельность[6][8]
- Почётный строитель России
- лауреат премии «За технические решения в области гидротехнического строительства»[6]

За работу В. И. Сарченко награждён дипломами и почётными грамотами:
- почётной грамотой Министерство образования и науки Российской Федерации (2013)
- почётной грамотой Губернатора Красноярского края (2019)
- Федерация независимых профсоюзов России
- Союза машиностроителей России
- нагрудным знаком «Герб города Красноярска» (2015)
- нагрудным знаком отличия «Золотой почётный знак РИА» (2015)
- медалью «Инженерная слава» — за разработку и внедрение инновационных инженерно-экономических решений в строительстве[6]